# Есеник
Есеник (на чешки: Jesenik; на полски: Jesonik) е планински масив, простиращ се на територията на Чехия и Полша, явяващ се крайната югоизточна част на Судетите, които представляват северна „ограда“ на обширния Чешки масив. На северозапад ниска седловина (около 570 m н.в.) и горната долина на река Ниса Клодска (ляв приток на Одра) го отделя от Орлинските планини (също съставна част на Судетите), а на югоизток седловината Моравски Врати – от Западните Карпати. Цялата планина се простира от северозапад на югоизток на протежение около 120 km и от своя страна се поделя на два обособени масива – Висок Есеник и Нисък Есеник.
Висок Есеник заема северната част на планината и се простира на чешка и полска територия с максимална височина връх Прадед 1492 m. Северно него са разположени Рихлебските планини (връх Смърк 1125), които геоложки и геоморфоложки са свързани с Висок Есеник. Масивът е изграден основно от кристалинни шисти. Северозападните, северните и североизточните му склонове принадлежат към водосборния басейн на река Одра, като от него водят началото си няколко нейни леви притока Ниса Клодска, Сцинава, Псина, Опава, Моравице и др. Реките спускащи се по югозападните му склонове принадлежат към басейна на река Дунав. От него извира река Морава (ляв приток на Дунав) и нейните горни леви притоци Десна, Оскава и др. Склоновете на масива на височина до 1300 m са покрити със смърчови гори, а нагоре следват планински пасища..
Нисък Есеник заема южната част на планината с максимална височина връх Слунечна 800 m. Южно от него е разположена планината Одерски Върхи (680 m), от която води началото си река Одра. Нисък Есеник е изграден предимно от варовици, шисти и пясъчници. Освен Одра от него извират още няколко реки от нейния басейн, а на юг текат реки (Бистършице и др.), принадлежащи към водосборния басейн на Морава. Той е покрит със смесени гори, а най-високите части са заети от планински пасища..
В планинският масив Есеник се разработван находища на желязна руда и други метали, а в неговите подножия бликат множество минерални извори. Развит зимен туризъм..